# Myosotis ambigens
Myosotis ambigens är en strävbladig växtart som först beskrevs av Beguinot, och fick sitt nu gällande namn av Hans Rudolph Jürke Grau. Myosotis ambigens ingår i släktet förgätmigejer, och familjen strävbladiga växter. Inga underarter finns listade i Catalogue of Life.